# Spányik Glicér
Spányik Glicér (keresztneve: Mihály, szerzetesi neve: Glycerius a S. Bartholomaeo) (Néver, 1783. október 20. – Pest, 1850. november 28.) piarista szerzetes, gimnáziumi igazgató, történelemtanár, tankönyvíró, történetíró, oktatáspolitikus.

## Élete
A trencséni piarista noviciátus anyakönyve szerint szlovák nyelvű, „hungaro-slavus” nemesi családból származott. Apja Spányik Imre egyéni gazdálkodó, anyja Mnisek (Mnissek, Mnyisk) Borbála volt. A nyitrai piarista gimnázium elvégzése után 1799. október 3-án Trencsénben lépett a piarista rendbe. Két évnyi noviciátus után, mint növendékpap tanított 1801/1802-ben Podolinban, majd 1802 és 1804 között Sátoraljaújhelyen, és 1804/1805-ben Debrecenben. A filozófiát (bölcselet) 1805 és 1807 között Vácott végezte el. 1807-ben pappá szentelték, majd Nyitrán elvégezte a teológiát és 1809-ben a pesti egyetemen bölcseleti doktorrá avatták.
1809-ben a pesti piarista gimnáziumban tanított, majd 1810-ben a váci piarista líceum tanára lett, ahol az egyetemes és oknyomozó magyar történelmet adta elő. Szegedi gimnáziumi és líceumi igazgatóságát (1829-1932) követően a budai piarista főgimnázium igazgatója lett. Itt Semmelweis Ignác is tanítványa volt. 1833-ban a magyar rendtartományi káptalan asszisztensnek választotta meg, és egyúttal a budai rendház főnöke lett. 1840 és 1848 között a budai Helytartótanács közoktatási ügyosztályán a középiskolai ügyek előadója, a központi cenzúrabizottság tagja. Közben még 1845-ben lemondott asszisztensi állásáról, azonban 1850-ben rendtársai újra megválasztották.
Mint tankönyvíró latin, majd magyar nyelvű, Habsburg-hű történeti könyveket, neveléstant írt, amelyek több kiadásban évtizedekig forgalomban voltak, főként a felsőoktatásban. Műveit Horváth Mihály kiadványai szorították ki.

## Művei
- Ecloga ... Josepho Sivulszky M. R. Gymnasii Sátor-Allya-Ujhelyiensis Directori, Diem nominis celebranti .... 1804
- Carmen inaugurationi in episcopum Szattmariensem Ill. Dni Stephani l. b. Fischer sacratum. Debrecini, 1805
- Ode qua laetissimum Seren. caes.-regii principis, et archiducis Austriae Josephi regni Hungariae palatini Debrecinum ingressum die 18-va Julii anni 1805-ti celebravit. Uo.
- Compendium historiae regni Hungariae (Tom. I.), ab origine gentis, usque ad Ludovicum II. concinnatum. Tomus II. Compendium historiae imperatorum romano- germanicorum a Rudolpho I. usque ad Franciscum II. et regni Hungariae a Ferdinando I. usque ad nostra tempora concinnatum. Pesthini, 1816 (3. bőv. és jav. kiadás 1821, 5. jav. és bőv. k. 1828, 6. k. 1840. Uo.)
- Historia pragmatica regni Hungariae, compendio proposita. Uo. 1820 (2. kiadás 1822., 3. kiad. 1825., 4. k. 1828. Uo. 5. k. Buda, 1834, 6. k. Pest, 1844)
- Honoribus Ill. ac. Rev. Dni Antonii Török ecclesiae Csanadiensis Antistitis, dum Anno 1830. die 13. Junii munus solenni ritu auspicaretur, scholae piae Szegedienses. Szegedini. (költemény)
- Oratio ad auditores philosophiae lycei 1. r. civilatis Szegediensis habita in auspicio anni schol. 1830-31. Uo.
- Oratio ... Anno 1831-32. Uo.
- Magyarország rövid historiája, a nemzet eredetétől II. Lajos király idejéig. Melyet deák nyelven írt ... Az ötödik kiadás után magyarra fordítva I. kötet (A II. kötet ezen czím alatt: A római császároknak és német királyoknak I. Rudolftól fogva II. Ferenczig, így szinte Magyarországnak I. Ferdinándtól fogva a mi időnkig való rövid históriája, mellyet deák nyelven írt ... Az 5. kiadás után magyarra fordítva. Pest, 1832. 2. kiad. 1833., 3. k. 1843. Uo.)
- Oratio qua Martino Bolla, scholarum piarum per Hungariam ac Transilvaniam praeposito provinciali in comitiis provincialibus Vacii celebratis die 10. Septembris anno 1832 parentavit. Uo.
- Oratio ea occasione dicta, qua institum schol. piarum in regi-archi-gymnasium Budense solenniter introductum est. Die 18. Octobris 1832. Uo.
- Oratio, qua gloriosae memoriae aug. Francisco I. imperatori Austriae, regni Hungariae ... dum provincia Hungariae et Transilvaniae schol. piarum in congregatione sua triennali Pestini 17. Augusti 1835. eodem ut alteri statori suo supremos honores persolveret parentavit. Budae, 1835
- Doctrina educationis, quam compendio exhibet. Uo. 1835
- Oratio quam in comitiis provincialibus scholarum piarum ad patres ex Hungaria ac Transilvania Vaccii congregatos habuit die 19. Aug. 1838. Uo. (Greschner János Ódájával együtt)
- Magyarország oknyomozó története. Spányik Gliczér után. Uo. 1845 Online